# Parafia Przenajświętszej Trójcy w Dźwierzutach
Parafia Przenajświętszej Trójcy w Dźwierzutach – rzymskokatolicka parafia w Dźwierzutach, należąca do archidiecezji warmińskiej i dekanatu Szczytno.
Została utworzona 19 listopada 1891.